# Petar Franjic
Petar Franjic (Carlton, 7 aprile 1992) è un calciatore australiano, difensore del Dandenong City.

## Caratteristiche tecniche
È un difensore centrale.

## Carriera

### Club
Ha esordito nel 2009 con il Brisbane Roar per poi trasferirsi al Melbourne Victory Football Club.

### Nazionale
Nel 2011 viene convocato nell'Under-20 per prendere parte al campionato mondiale di calcio Under-20.